# ستيف بينز
ستيف بينز (بالإنجليزية: Steve Binns) هو منافس ألعاب قوى بريطاني، ولد في 25 أغسطس 1960.

## وصلات خارجية
- ستيف بينز على موقع الاتحاد الدولي لألعاب القوى (الإنجليزية)
- ستيف بينز على موقع أوليمبيديا (الإنجليزية)
- ستيف بينز على موقع اللجنة الأولمبية البريطانية (الإنجليزية)
- ستيف بينز على موقع اتحاد ألعاب الكومنولث (مؤرشف) (الإنجليزية)